# 泰貞
泰貞（1504年六月—十二月）是大越国后黎朝肅宗黎敬甫的年号，共计六个月。
據《大越藍山敬陵碑》，黎肅宗即位後，“以明年改元泰貞”，當年十二月，肅宗去世，威穆帝即位，又以明年為端慶元年，則泰貞並未實際使用。

## 纪年
| 泰貞 | 元年   |
| ---- | ------ |
| 公元 | 1504年 |
| 干支 | 甲子   |

## 同期存在的其他政權年號
- 中國
  - 弘治（1488年－1505年）：明朝—明孝宗朱祐樘之年號
- 日本
  - 永正（1504年－1521年）：後柏原天皇之年號